# Saint-Julien-de-l’Herms
Saint-Julien-de-l’Herms – miejscowość i gmina we Francji, w regionie Owernia-Rodan-Alpy, w departamencie Isère.
Według danych na rok 1990 gminę zamieszkiwały 103 osoby, a gęstość zaludnienia wynosiła 11 osób/km² (wśród 2880 gmin regionu Rodan-Alpy Saint-Julien-de-l’Herms plasuje się na 1518. miejscu pod względem liczby ludności, natomiast pod względem powierzchni na miejscu 1173.).